# Metal Gear Survive
Metal Gear Survive – przygodowa gra akcji z elementami przetrwania. Produkcja została stworzona i wydana przez Konami na platformy: Microsoft Windows, PlayStation 4 i Xbox One w lutym 2018 roku. Jest to pierwsza gra z serii Metal Gear, która powstała po odejściu twórcy serii Hideo Kojimy z firmy pod koniec 2015 roku i pierwsza od gry Snake's Revenge z 1990 roku, która została stworzona bez udziału Kojimy. Akcja gry toczy się pomiędzy wydarzeniami z Metal Gear Solid V: Ground Zeroes i Metal Gear Solid V: The Phantom Pain. Opowiada o Kapitanie będącym żołnierzem MSF, który wkracza w równoległy wymiar i ustanawia lokalną bazę w celu rozwikłania tajemnic wirusa zmieniającego ludzi w stworzenia podobne do zombie.
Odbiór gry przed premierą był głównie negatywny. Wynikało to z jej projektu i ostatnich decyzji biznesowych firmy Konami. Po wydaniu produkcja spotkała się z mieszanym przyjęciem przez krytyków. Ze względu na niską sprzedaż w ramach serii Metal Gear uznano, że gra osiągnęła słabe wyniki komercyjne.

## Rozgrywka
Metal Gear Survive to survivalowo przygodowa gra akcji z elementami tower defense i gier skradankowych, rozgrywana z perspektywy trzeciej osoby. Zawiera tryb kooperacyjny dla wielu graczy, w którym jednocześnie może grać do czterech osób.
Duża część rozgrywki polega na odkrywaniu przez gracza świata w większości zanieczyszczonego przez „The Dust” – tajemniczą toksyczną chmurę, która ogranicza widoczność, wyłącza mapę w grze i redukuje zasoby tlenu. Gracze wyruszają, aby zbierać zasoby takie jak żywność i materiały rzemieślnicze, a także aktywować portale rozrzucone po całym terenie gry. Portale służą jako system błyskawicznej podróży i każdy z nich zostaje odblokowany po ukończeniu segmentu Tower Defense. W Metal Gear Survive gracze muszą gasić pragnienie szukając wody oraz pozyskiwać pożywienie polując na zwierzęta. Gracze mogą wracać do bazy w celu przygotowania jedzenia oraz uzdatniania wody do picia. Istnieje również system kontuzji, który wymaga od graczy używania różnych środków medycznych do leczenia dolegliwości, takich jak krwawienie czy zatrucie pokarmowe.
Głównymi przeciwnikami są krystaliczne istoty, przypominające zombie, zwane „Wanderers”. Wrogów można pokonać zakradając się po cichu lub używając pełnej gamy broni i gadżetów zdobywanych stopniowo, poprzez zbieranie instrukcji i zepsutych broni. Gracze rozpoczynają od dostępu do broni białej, takiej jak włócznie, maczety i pałki uderzeniowe. W końcu uzyskuje się łuki z kilkoma rodzajami strzał i broń palną, taką jak pistolety, strzelby i karabiny snajperskie. Ze względu na trudnych w pokonaniu przeciwników, gracze są zachęcani do tworzenia barykad, płotków i innych konstrukcji obronnych. Dostępne wyposażenie to: granaty, koktajle Mołotowa, wabiki, automatyczne działka i pułapki. Zabijanie wrogów zapewnia graczom „Kuban Energy”. Jest to waluta w grze, której można użyć do awansowania na wyższy poziom i zdobywania nowych umiejętności. Po ukończeniu głównego wątku odblokowywane są cztery dodatkowe „podklasy”, które mają własny zestaw umiejętności zdobywanych poprzez przejście na wyższy poziom. Umiejętności klasowe obejmują zwykłe premie do statystyk, ataki specjalne, zwiększoną mobilność, a nawet niewidzialność.
Gracze mogą ulepszać swoją bazę, budując pozycje obronne, zaawansowane stanowiska rzemieślnicze, farmy, klatki dla zwierząt i zbiorniki wody deszczowej. Innych ocalałych można przyjąć do bazy i włączyć do personelu pomocniczego. Z bazy może również wyruszyć zespół eksploracyjny wysłany w celu automatycznego pozyskiwania zasobów. Gracze mogą wywołać segment Tower Defense w bazie, co pozwoli im bronić się przed atakami i zdobywać nagrody. W grze można kupować „Survive Coins”, które mogą zostać wykorzystane do odblokowania różnych funkcji, takich jak: wzmacniacz zasobów, obrońca bazy, emotikony, dodatkowe zespoły eksploracyjne i dodatkowe miejsca na wyposażenie poza początkowymi czterema. Podczas gry można odblokować miejsca na postacie, które działają jako tryb Nowa gra Plus. "Survive Coins" można zdobywać jako nagrody w grze i premie za logowanie.

## Rozwój
Metal Gear Survive został ogłoszony 16 sierpnia 2016 roku podczas Gamescom 2016. Prace nad grą zostały zasugerowane 17 grudnia 2015 roku, kiedy Konami rozpoczęło rekrutację na nowy zespół programistów Metal Gear. Gra wykorzystuje silnik Fox Engine.
Prezydent Konami Europe, Tomotada Tashiro, opisał grę Metal Gear Survive jako „świeże podejście do słynnych elementów skradankowych serii”, z „wyjątkowym trybem kooperacji, zaprojektowanym z myślą o naprawdę wciągającej rozgrywce dla wielu osób”.
W wywiadzie dla Dengeki PlayStation ekipa deweloperska stwierdziła, że gracz jest w stanie spersonalizować swoją postać do własnych potrzeb, używać wielu broni i opracować własny sprzęt. Oznajmiono również, że chociaż możliwe jest przejście gry solo, znacznie łatwiej jest pokonać fale przeciwników w grze kooperacyjnej.
Podczas prezentacji na scenie TGS 2016 Hideo Kojima został zapytany o swój udział w tworzeniu Metal Gear Survive. Stwierdził, że "nie ma z nią nic wspólnego". Jego zdaniem seria Metal Gear opowiada o „fikcji politycznej i szpiegostwie”, a zombie nie pasują do jego wizji serii.
Gra miała premierę 20 lutego 2018 roku w Ameryce Północnej. Została udostępniona 21 lutego 2018 roku w Japonii, a 22 lutego 2018 roku w Europie, Australii i Nowej Zelandii.

## Przyjęcie
Metal Gear Survive otrzymał generalnie negatywną reakcję po ogłoszeniu. Po części stało się tak z powodu kontrowersji wokół antykosumenckich decyzji biznesowych Konami i odejścia Kojimy z firmy w atmosferze skandalu. Uwagi dotyczyły gatunku i tematu gry (oznaczono ją jako bezpłciową ponieważ obracała się wokół walki z przeciwnikami przypominającymi zombie w trybie współpracy), korzystała z części Metal Gear Solid V, mikropłatności, wymogu stałego połączenia z Internetem i odejścia od ogólnego klimatu poprzednich gier Metal Gear.
Według agregatora recenzji Metacritic, Metal Gear Survive po wydaniu otrzymał „mieszane lub średnie” recenzje. Ben „Yahtzee” Croshaw ocenił ją jako trzecią najgorszą grę roku 2018 i porównał z podobnie krytykowanym Falloutem 76.

### Sprzedaż
W Japonii wersja na konsolę PlayStation 4 sprzedała się w 31 359 egzemplarzy w ciągu pierwszego tygodnia. Ustawiło ją to na trzecim miejscu na liście wszystkich formatów sprzedaży i na pierwszym miejscu w cyfrowych zestawieniach sprzedaży. W Wielkiej Brytanii produkcja zajęła szóste miejsce w rankingu sprzedaży wszystkich formatów, co dało wynik zdecydowanie gorszy od poprzedniej gry z serii: 85% kopii mniej niż Metal Gear Rising: Revengeance i 95% mniej kopii niż Metal Gear Solid V: The Phantom Pain.
Od 2018 roku, raporty zarobków Konami nie wspominały o sprzedaży Survive w przeciwieństwie do poprzednich odsłon w serii i innych gier wydanych przez spółkę. Krytycy ostatecznie uznali, że gra osiąga złe wyniki w sprzedaży.